# Skrull
Els skrulls són personatges de ficció de còmic, i una raça extraterrestre capaç de canviar d'aspecte, que pertanyen a l'univers Marvel. Els Skrulls van aparèixer per primera vegada en Els Quatre Fantàstics vol. 1, #2 el 28 de setembre de 1961 (amb data de portada gener del 1962) i van ser creats per Stan Lee i Jack Kirby.
La civilització skrull està organitzada en un imperi altament agressiu i militaritzat que va tenir un poder dominant a la Galàxia d'Andròmeda per milers d'anys.

## Història de la publicació
Els skrulls van aparèixer per primera vegada a Fantastic Four nº2 i van ser creats Stan Lee i Jack Kirby. Posteriorment van aparèixer a Fantastic Four nº18. Quatre skrulls van suplantar els membres dels Quatre Fantàstics a The Avengers nº92. El concepte dels skrulls s'exploraria i s'utilitzaria en diverses trames, projectes i obres derivats.

## Biografia de ficció
Fa milions d'anys en la continuïtat principal de Marvel els celestials havien dut a terme experiments genètics en els ancestres reptilians dels skrulls, donant lloc a tres tipus de skrulls: els prime, els deviants, i els eternals. Amb el temps els tres llinatges es van acabar barallant entre ells, i els deviant – perquè posseïen l'habilitat innata de la metamorfosi – van sorgir triomfadors d'aquelles lluites intestines i van aniquilar tots els membres de les altres dues races fins que només en van quedar dos individus: l'skrull eternal, Kly'bn, i el Prime Skrull de l'original raça no deviant. Kly'bn els va implorar que no el matessin, ja que en matar-lo es destruiria part del seu patrimoni. El líder dels deviants, Sl'gur't, es va acabar enamorant de Kly'bn i els dos van acabar convertint-se en deïtats del panteó skrull. Adoptant el nom Prime Skrull, el darrer skrull original va escapar en el segle xx cap a la Terra i més tard es va convertir en membre de la Underground Legion. A partir d'aquest moment els skrulls van començar a expandir el seu territori. La branca deviant es dividiria més tard en dos grups més, els skrulls moderns i una anomalia anomenada dire wraiths.
Els skrulls eren originaris del planeta Skrullos, i van ser originàriament una civilització mercantil; principalment interessats en el lliure comerç i disposats a compartir la seva tecnologia amb les races que consideraven dignes. Quan es trobaven amb una nova raça, ells simplement els mimetitzaven per a tenir un tracte cordial. L'imperi skrull resultant d'aquests contactes va tenir els seus fonaments en el lliure comerç i la cooperació mútua.